# Монголска империя
 Тази статия е за държавата в Централна Азия от XIII век.  За държавата в Индия от XVI-XVIII век вижте Моголска империя.  
Монголската империя (на монголски: Монголын Эзэнт Гүрэн), съществувала от 1206 до 1368 г., е втората (след Британската империя ) най-голяма държава в историята на света. Възникнала в Централна Азия, при своето най-голямо разширение тя включва в състава си територии от Корейския полуостров до Източна Европа и от Сибир до Индийския субконтинент и Югоизточна Азия. По това време Монголската империя обхваща 34 000 000 км², или 22% от цялата суша на Земята с население, надхвърлящо 100 милиона души.
Монголската империя възниква с обединението на монголските и тюркски народи от днешна Монголия, т.нар. татаро-монголи, под водачеството на Чингис хан, който през 1206 година се обявява за владетел на всички монголци. При неговото управление и това на наследниците му държавата се разраства бързо след поредица от нападателни войни във всички посоки. По време на своето съществуване Монголската империя улеснява културния обмен и търговията между отдалечени части на Евразия, попаднали в границите на една и съща държава.
През 60-те години на 13 век Монголската империя започва постепенно да се разпада в резултат на династични спорове между внуците на Чингис хан. Различни наследници контролират няколко обширни обособени области, а властта на великия хан над тях става символична. Своето най-голямо териториално разширение Монголската империя получава след завладяването от Кубилай хан на Южен Китай, управляван от династията Сун. В края на века от империята се отделят три независими държави – Златната орда на северозапад, Илханатът в Близкия изток и Чагатайското ханство в западната част на Централна Азия. Великите ханове продължават да контролират първоначалните монголски земи, както и Китай, където управляват като династията Юен. Краят на Монголската империя идва през 1368 година, когато китайците отстраняват династията Юен.

## История

### Хамаг Монгол
Областта около Монголия, Манджурия и Северен Китай, е контролирана от династията Ляо още от 10 век. През 1125 г. династията Дзин, основана от джурчените, сваля династията Ляо и се опитва да получи контрол над бившите територии на Ляо в Монголия. Владетелите от династията Дзин успешно се противопоставят на конфедерацията Хамаг Монгол, предвождана от Хабул хан, прапрадядо на Темуджин. Монголското плато е окупирано от пет силни племенни съюзи: кераити, хамаг монгол, наймани, меркити и татари. Императорите Дзин, следвайки максимата „Разделяй и владей“, насърчават споровете между племената, особено между татарите и монголците, с цел да разсейват племената с техните си битки и да ги държат настрана. Наследникът на Хабул е Амбагай хан, който е предаден от татарите на джурчените и екзекутиран. Монголците отвръщат чрез набези по границата, които довеждат до неуспешна контраатака на джурчените през 1143 г. През 1147 г. Дзин донякъде променят своята политика, подписват мирен договор с монголците и отстъпват редица крепости. Монголците продължават атаките си над татарите за да отмъстят за смъртта на своя хан, започвайки дълъг период на активни военни действия. Армиите на Дзин и татарите побеждават монголците през 1161 г.

### Чингис хан
Познат през детството си като Темуджин, Чингис хан е син на монголски владетел. Детството му е трудно. Когато жена му Бьорте е отвлечена от вражеско племе, той обединява враждуващите монголско-тюркски племена чрез политическа манипулация и военна сила. Най-силните му съюзници са приятеля на баща му вожда на кераитите Ван хан Тогрул и кръвният му брат от детството Джамука от клана Джадран. С тяхната помощ Темуджин побеждава меркитите, спасява жена си Бьорте и след това побеждава найманите и татарите.
Темуджин забранява грабежите и изнасилването на враговете без разрешение и прилага политика на подялба на плячката с монголските воини и техните семейства вместо да дава всичко на аристократите. Така той задържа позицията си като хан. Тази политика му довежда конфликт с чичовците му, които също са законни наследници на трона и смятат Темуджин за нахален узурпатор. Този спор се пренася и при военачалниците му и другите му помощници и някои от досегашните му съюзници преустановяват своята преданост. Това довежда до война, но Темуджин и войските, които му остават верни, печелят и от 1203 до 1205 г. унищожава всички вражески племена. През 1206 г. Тежуджин е коронован като хаган на Великата монголска нация на курултай (общо събрание). Именно там той приема титлата Чингис хан (универсален лидер) вместо някое от старите племенни титли като Гур хан или Таянг хан, с което отбелязва създаването на Монголската империя.
Чингис хан прави много нововъведения в организацията на армията. Разделя я на десетични подраздели – арбати (10 души), зууни (100), мянгани (1000) и тумени (10 000). Създадена е имперска гвардия, която е разделена на дневна и нощна. Награждава тези, които са лоялни към него, и ги поставя на по-високи позиции като ръководители на армейски отряди и домакинства, въпреки че много от съюзниците му са от кланове с нисък ранг. В сравнение с отрядите, които дава на своите съюзници, тези, които раздава на своето семейство, са много малко на брой. Създава нов закон, Яса, и записва всичко свързано с всекидневния живот и политиката на номадите по това време. Забранява продажбата на жени, кражбата на чужда собственост и лова на животни през размножителния им период.
Той назначава осиновения си брат Шиги-Кутуг за върховен съдия и му поръчва да поддържа регистри на империята. В допълнение към законите относно семейството, храната и армията, Чингис хан постановява религиозна свобода и подкрепя вътрешната и международната търговия. Освобождава бедните и свещениците от данъци. Така мюсюлманите, будистите и християните от Манджурия, Северен Китай, Индия и Иран се присъединяват към силите на Чингис хан преди завоеванията му. Той също насърчава грамотността и приема уйгурската азбука, която впоследствие ще се превърне в уйгурско-монголската азбука.
Чингис хан бързо влиза в конфликт с династията Дзин и Западна Ся в Северен Китай. На запад, вследствие на провокацията на Хорезъм, той се разпростира в Централна Азия като унищожава Трансоксиана и Източен Иран, след което осъществява набези през 1223 по Киевската Рус и Кавказ , обаче след това е победен през същата година от техния съюзник Габдула Челбир, владетелят на Волжка България в битката при завоя на Самара, или Овнешката битка.
Преди смъртта си Чингис хан разпределя империята между синовете и роднините си, като така прави Монголската империя обща собственост на цялото имперско семейство, което заедно с аристокрацията представлява господарската класа.

### Разцвет на империята
Когато Чингис хан умира през 1227 година, Монголската империя достига от Тихия океан до Каспийско море – два пъти по-голяма от някогашните Римска империя и Арабски халифат. Въпреки това империята достига най-голямото си териториално разширение при неговите непосредствени наследници. Чингис хан изненадващо определя за свой наследник третия си син Угедей, който през 1229 година е избран от курултая за велик хан.
Сред първите стъпки на Угедей е изпращането на войски, които да подчинят Волжка България, башкирите и останалите народи, в подвластните на куманите степи на запад. На изток армията на Угедей възстановява монголската власт в Манджурия, разгромявайки водните татари и краткотрайното царство на Пусиен Уанну. През 1230 година Угедей хан лично повежда армията срещу династията Дзин в Китай и през 1232 година опитният военачалник Субетей превзема тяхната столица Кайфън.
През 1234 година три армии, командвани от синовете на великия хан Кочу и Котен и от тангутския военачалник Чаган, навлизат и в Южен Китай, където със съдействието на династията Сун унищожават последните сили на Дзин. Междувременно на запад военачалникът Чормаган подчинява Хорезъм, а зависимите от него държавици в Южен Иран сами приемат властта на монголците. На изток са предприети няколко похода в Корея, но опитите на Угедей хан да подчини полуострова не постигат успех. Владетелят на Корьо Kочонг първоначално се подчинява на монголците, но след това избива пратениците на великия хан и премества столицата си на труднодостъпния остров Кангхуа. По това време Угедей хан установява столицата на разрастващата се империя в Каракорум.
През втората половина на 30-те години монголските армии в Южен Китай се обръщат срещу династията Сун, достигайки до река Яндзъ и Съчуан, но не се укрепяват в тази територия. След смъртта на сина на Угедей Кочу монголците се изтеглят от Южен Китай. Малко по-късно неговият брат Котен напада Тибет.
В Източна Европа Бату хан, внук на Чингис хан и син на Джучи, който е първия син Чингис хан, завладява Волжка България и подчинява куманите, башкирите, мордовците и чувашите. През 1237 година монголците достигат до първото руско княжество по пътя си, Рязанското, като след тридневна обсада превземат Рязан и избиват жителите му. В началото на следващата година те разгромяват великия княз на Владимир-Суздал Юрий II в битката при река Сит, след което унищожават Алания северно от Кавказ. До 1240 година княжествата на някогашната Киевска Рус приемат властта на монголците, а съвместните действия на Бату хан от север и Чормаган от юг подчиняват и Грузия. Въпреки военните успехи, напрежението между потомците на Чингис хан се засилва. Отношенията на Бату хан с най-големия син на Угедей Гуюк и с любимия внук на Чингис хан Бури стават все по-лоши, макар че се държат под контрол от властта на Угедей.
По това време монголците достигат до Индия, като временно отнемат от Делхийския султанат Уч, Лахор и Мултан и навлизат в Кашмир, но не след дълго са отблъснати. На изток Угедей сключва мир и установява съюзни отношения с Корьо, скрепени с династични бракове.
Настъплението в Европа продължава с походи в Полша, Унгария и Трансилвания. През 1241 година коалиция от европейски държави не успява да нанесе поражение на едно монголско подразделение в битката при Легница и инициативата остава у монголците, които успешно разграбват голяма част от Централна Европа. В края на годината вестите за смъртта на Угедей хан достигат до Европа и Бату хан прекратява похода си заминавайки на изток, където трябва да участва в курултая за избор на нов велик хан.

### Мунке хан
Когато майката на Мунке хан хан организира втори курултай на 1 юли 1251 г., събраната тълпа провъзгласява Мунке за велик хан на Монголската империя. Това маркира голяма промяна на ръководството в империята, прехвърляйки властта от наследниците на Угедей хан към наследниците на Толуй хан. Това решение е признато от малцина от рода на Угедей и Ширемун, внук на Угедей, започва да търси начин да свали от престола Мунке.
Ширемун се придвижва със собствена войска към номадския дворец на императора с план за въоръжено нападение, но Мунке е предупреден за плана от соколаря си. Мунке нарежда разследване на заговора, което води до поредица от големи съдебни процеси сред империята. Много членове на монголския елит са намерени за виновни и екзекутирани, като оценките за броя им достигат до 300 души, макар принцовете от кралската линия на Чингис често да са изпращани в изгнание, а не убивани.
Мунке конфискува именията на фамилиите на Угедей и Чагатай и споделя западната част от империята със съюзника си Бату. След кървавата чистка Мунке нарежда обща амнистия за затворници, но малко след това властта на ханския трон остава твърдо в наследниците на Толуй.

#### Административни реформи
Мунке е сериозен човек, който следва законите на предците си и се въздържа от алкохола. Той е толерантен към външните религии и стилове на изкуството, което води до изграждането на чуждестранни търговски квартали, будистки манастири, джамии и християнски църкви в монголската столица. Докато строителните проекти продължава, Каракорум се краси от китайска, европейска и персийска архитектура.
Въпреки че разполага със силен китайски контингент, Мунке разчита на мюсюлманските и монголските администратори и започва поредица от икономически реформи, които да направят разходите на правителството по-предвидими. Дворецът ограничава разходите на правителството и забранява на благородниците и войниците да злоупотребяват с цивилните граждани или да издават укази без упълномощение. Той въвежда плосък данък, който се събира от имперските агенти и се пренасочва към единиците в нужда. Властта се упитва и да олекоти данъчната тежест върху обикновените граждани чрез намаляване на самите данъци. Контролът върху паричните дела се централизира и се укрепва пощенската охрана. Мунке нарежда провеждането на преброяване на населението на империята през 1252 г., което отнема няколко години и завършва през 1258 г. с преброяването на Новгород
В друг ход за консолидиране на властта си, Мунке назначава братята си Хулегу и Кубилай да властват съответно в Персия и Китай. В южната част на империята той продължава борбата на предците си срещу династията Сун. За да ги обгради Сун от три страни, Мунке изпраща монголски армии под контрола на Кубилай към Юнан и под контрола на чичо си към Корея.
Кубилай покорява кралството Дали през 1253 г., след като кралят му избягва при монголците и им помага да завладеят останалата част от Юнан. Генералът на Мунке Коридай стабилизира властта си в Тибет, принуждавайки главните манастири там да се предадат на монголската власт. Северните части на Виетнам, където господства династията Чан, са покорени през 1257 г. от сина на Субутай, но монголските войски се изтеглят през следващата година. През 1284 и 1287 г. са направени още опити за завладяване на Виетнам, но те се провалят.

#### Настъпление към Близкия Изток и Южен Китай
След като стабилизира финансите на империята, Мунке отново търси възможност за разширяване на границите ѝ. На курултаите в Каракорум през 1253 и 1258 г. той одобрява нови нахлувания в Близкия Изток и Южен Китай. Той назначава Хулегу за главнокомандващ на всички военни и граждански дела в Персия.
Мюсюлманите от Казвин отричат заплахата на измаилите, известна секта на шиитите. Монголският наймански командир Китбука започва нападение срещу няколко крепости на измаилите през 1253 г., преди Хулегу да напредне през 1256 г. Всички крепости на измаилите в Персия са унищожени от армията на Хулегу през 1257 г., освен Гирдук, която издържа чак до 1271 г.
Центърът на ислямската империя по това време е в Багдад, който властва вече 500 години, но страда от вътрешни разделения. Когато халиф ал-Мустасим отказва да се предаде на монголците, Багдад бива обсаден и превзет през 1258 г. и става обект на безмилостни грабежи. Това събитие се счита за едно от най-катастрофалните в историята на исляма. С унищожаването на Абасидския халифат, Хулегу си отваря път към Сирия и се насочва към другите мюсюлмански сили в региона.
Армията му настъпва към Сирия на Аюбидите, завладявайки малки местни държавици по пътя. Абаюдският султан Насир Юсуф отказва да се яви пред Хулеги, но той вече е приел монголското господство две десетилетия по-рано. Когато Хулего продължава настъплението си на запад, арменците от Киликия, селджуците от Рум и християните от Антиохия и Триполи се предават на монголските власти, като се присъединяват към тях в нападението им срещу мюсюлманите. Докато някои градове се предават без съпротива, други отвръщат на удара и населението им е избито, а градовете – ограбени.

#### Смъртта на Мунке
Междувременно, в северозападната част на империята наследникът и по-малък брат на Бату, Берке, изпраща наказателни експедиции в Украйна, Беларус, Литва и Полша. Разногласия започват да нарастват между северозападните и югозападните части на Монголската империя, докато Бату подозира, че нахлуването на Хулегу в Западна Азия би довело до елиминирането на господството на Бару там.
В южната част на империята Мунке води армията си, за да завърши покоряването на Китай. Военните действия като цяло са успешни, но продължителни, така че силите не се изтеглят на север, което обичайно се случва, когато настъпи горещото време. Болестите опустошават монголски сили и Мунке загива там на 11 август 1259 г. С това събитие започва нова глава в историята на монголците, тъй като се поражда нуждада от решение за нов велик хан. Монголските армии на империята се оттеглят от кампаниите си, за да се свика нов курултай.

### Раздор

#### Спор за наследство
Братът на Мунке, Хулегу, спира успешното си военно настъпление към Сирия и изтегля по-голямата част от войските си към Муганската равнина и оставя само малък контингент под водачеството на генерал Китбука. Враждебните сили в региона, както християнски, така и мюсюлмански, осъзнава, че монголците са по-голямата заплаха и се възползват от отслабналото състояние на монголската армия като сключват необичайно споразумение за ненападение.
През 1260 г. Мамелюците навлизат от Египет, след като им е позволено да лагеруват близо до християнската крепост Акра, и влизат в сражение със силите на Китбука северно от Галилея в битката при Айн Джалут. Монголците са победени, а Китбука е екзекутиран. Повратната битка маркира западната граница на монголското разширение в Близкия Изток, а монголците никога повече не успяват да направят по-сериозен военен напредък отвъд Сирия.
Кубилай хан, брат на Хулегу и Мунке, научава за смъртта на великия хан в Китай, но вместо да се завърне в столицата, той продължава настъплението си близо до река Яндзъ в Китай. Ариг-Буга се възползва от отсъствието на Хулегу и Кубилай и използва позицията си в столицата да спечели титлата на велик хан за себе си, като представителите на всички семейни клонове го издигат като техен водач на курултая в Каракорум. Когато Кубилай научава за това, той свиква свой собствен курултай в Кайпин и почти всички старши принцове и нояни в Северен Китай и Манджурия подкрепят кандидатурата му, вместо тази на Ариг-Буга.

#### Гражданска война
Следват сблъсъци между армиите на Кубилай и тези на Ариг-Буга, които включват и сили все още лоялни към предишната администрация на Мунке. Армията на Кубилай с лекота елиминира поддръжниците на Ариг-Буга и поема контрола над гражданската администрация в южните части на Монголия. Допълнителни предизвикателства се отправят и от братовчедите му, чагатайците. Кубилай изпраща Абишка, чагатайски принц, да поеме контрол над държавата на Чагатай. Уви, Ариг-Буга залавя и екзекутира Абишка и коронова Алгу вместо него. Новата администрация на Кубилай прави блокада на Ариг-Буга с цел да спре провизиите му, което причинява масов глад. Каракорум бързо е превзет от Кубилай, но Ариг-Буга се прегрупира и наново завзема столицата през 1261 г.
В югозападен Илханат Хулегу е лоялен към брат си Кубилай, но сблъсъци с братовчед им Берке, владетел на Златната орда, започват през 1262 г. Подозрителната смърт на принцовете на Джучи, служещи на Хулегу, неравномерното разпределение на военната плячка и кланетата на мюсюлмани от Хулегу повишават раздразнението на Берке, който обмисля да подкрепи въстание на Грузинското кралство срещу управлението на Хулегу. Берке, също така, сключва съюз с египетските Мамелюци срещу Хулегу и подкрепя съперника на Кубилай, Ариг-Буга.
Хулегу умира на 8 февруари 1264 г. Берке иска да се възползва от това, за да нападне държавата му, но умира по пътя, а след няколко месеца Алгу хан от Чагатай също умира. Кубилай провъзгласява сина на Хулегу, Абака хан, за нов илхан и номинира внука на Бату, Ментему, за водач на Златната орда. Абака търси чуждестранни съюзници, като се опитва да създава Франко-монголски съюз срещу египетските Мамелюци. Ариг-Буга се предава на Кубилай при Шанду на 21 август 1264 г.

#### Кампании на Кубилай хан
На юг, след падането на Сянян през 1273 г. монголците търсят последна победа на династията Сун в Южен Китай. През 1271 г. Кубилай хан преименува новия монголски режим в Китай на династия Юен и цели да китаизира образа си на император на Китай, за да се сдобие с повече власт над китайския народ. Кубилай мести щаб-квартирата си в Ханбалък, което става основа за бъдещия Пекин. Неговото основаване на столица там е противоречив ход, според много монголци, които го обвиняват, че се свързва прекалено с китайската култура.
Монголците накрая жънат успех в кампаниите си срещу династията Сун, която се предава на Юен през 1276 г., с което монголците става първите чужденци, покорили цял Китай. През 1279 г. Монголия достига най-голямата територия за държава в историята. Кубилай използва базата си, за да построи могъща империя, създавайки академия, служби, търговски центрове и канали, спонсорирайки изкуствата и науката. Монголските записи споменават 20 166 публични училища, които са били създадени по неговото управление.
След като постига истински контрол над по-голямата част от Евразия и успешно покорява Китай, Кубилай търси по-нататъшно разширение. Неговите нахлувания в Бирма и Сахалин му струват скъпо, а опитите му да навлезе във Виетнам и Чампа завършват с опустошително поражение, но осигуряват васален статут на тези държави. Монголските армии многократно са побеждавани във Виетнам и са разбити в северен Виетнам през 1288 г.
Ногай и Коничи, ханът на Бялата орда, установяват приятелски отношения с династията Юен и Илханата. Политически неразбирателства сред съперническите клонове на фамилия относно позицията за велик хан продължават, но икономическият и търговският успех на Монголската империя продължава въпреки кавгите.

### Разпадане на съревноваващи се единици
Големи промени настъпват в Монголската империя към края на 13 век. Кубилай хан, след като покорява цял Китай и основава династията Юен, умира през 1294 г. Наследява го внука му Темур хан, който продължава политиката на Кубилай, По същото време гражданските войни в империята значително отслабват властта на великия хан над Монголската империя и империята се раздробява на автономни ханства, династията Юен и три западни ханства: Златната орда, Чагатайското ханство и Илханата. Единствено Илханатът остава лоялен на двореца в Юен, но претърпява своят собствена вътрешна борба, отчасти заради спор относно нарастващите ислямски фракции в югозападната част на империята.
След смъртта на Хайду, владетелят на Чагатай Дува прави предложение за мир и убеждава угедейците да се предадат на Темур хан. През 1304 г. всички ханства приемат предложение за мир и приемат властта на юенския император Темур. Това установява формална власт на династията Юен над западните ханства, което продължава няколко десетилетия. Това господство се основава на по-слаби основи, отколкото по-рано, и всяко от четирите ханства продължава да се развива отделно и да функционира като независима държава.
След почти век завоевания и гражданска война следва относителна стабилност, Pax Mongolica и международната търговия и културен обмен процъфтяват между Азия и Европа. Комуникацията между династията Юен в Китай и Илханата в Персия поощрява допълнително търговията между изтока и запада. Моделите на юенските кралски текстили могат да се намерят в другия край на империята, украсявайки арменски декорации. Дървета и зеленчуци се разсаждат из империята, а технологическите иновации на монголците се разпространяват на запад. Папа Йоан XXII получава меморандум от източната църква, който описва Pax Mongolica: „... Хаган е един от най-великите монарси и владетели на държавата; например, кралят на Чагатайското ханство и узбекският хан са негови поданици, и приветстват неговата святост, за да отдадат уважението си.“. Обаче, докато четирите ханства продължават да взаимодействат добре едно с друго и през 14 век, те го правят като независими страни и никога не трупат ресурсите си в кооперативни военни начинания.

#### Развиване на ханствата
Въпреки конфликтите си с Кайду и Дува, юенският император Темур установява трибутарни взаимоотношения с враждебно настроените шани след поредица от военни действия срещу Тайланд в перопда 1297 – 1303 г. Това маркира края на южното разширение на монголците.
Когато Газан хан се качва на престола на Илханата през 1295 г., той формално приема исляма като своя религия, което е повратна точка в монголската история, след която Персия на монголците става все повече ислямска. Въпреки това, Газан продължава да укрепва връзките с Темур и династията Юен на изток. Политически изгодно е да се рекламира властта на великия хан в Илханата, тъй като Златната орда в Русия от дълго време има интерес в съседна Грузия. След четири години Газан започва да изпраща данък към юенския дворец и да апелира към останалите ханове да приемат Темур хан като свой господар. Той съблюдава мащабната програма по културно и научно взаимодействие между Илханата и динасията Юен през следващите десетилетия.
Вярата на Газан може и да е ислямска, но той продължава войната на предците си срещу египетските Мамелюци и се консултира със старите си монголски съветници на родния си език. Той побеждава армията ма Мамелюците при Ел-Хазнадар през 1299 г., но само за кратко успява да окупира Сирия, поради разсейващите нападения от Чагатайското ханство по управлението на Кайду, който е във война с илхановете и династията Юен.
Борейки се за влияние в Златната орда, Кайду спонсорира кандидата си Кобелег срещу Баян, хан на Бялата орда. Баян, след като получава военна помощ от монголците в Русия, поисква помощ както от Темур, така и от Илханата, за да организира обединена атака срещу силите на Кайду. Темур е склонен и напада Кайду на следващата година. След кървава битка срещу армиите на Темур близо до река Завхан през 1301 г., Кайду умира и е наследен от Дува.
Дува е оспорван от сина на Кайду, Чапар, но с помощта на Темур, Дува побеждава Угедейците. Тохта от Златната орда, също търсещ мир, изпраща 20 000 души, които да подсилят юенската граница. Тохта обаче умира през 1312 г. и е наследен от Узбек хан, който се качва на престола на Златната орда и подлага на гонения немюсюлманските монголци. Влиянието на династията Юен върху ордата е почти изцяло възспряно и граничните спорове между монголските държави продължават. Пратениците на Аюрбарибада хан подкрепят сина на Тохта срещу Узбек.
В Чагатайското ханство Есен Буга I е обявен за хан, след като потушава внезапно въстание на потомците на Угедей и изпраща Чапар в изгнание. Армиите на Юен и Илханата накрая нападат Чагатайското ханство. Осъзнавайки потенциалните икономически ползи от наследството на Чингис хан, Узбек установява приятелски взаимоотношения с Юен през 1326 г. Той също укрепва връзките с мюсюлманския свят, строейки джамии и други сгради като публични бани. Към второто десетилетие на 14 век монголските нападения продължават да намляват. През 1323 г. Абу Саид Бахадур хан на Илханата сключва мирен договор с Египет. По негова молба юанският дворец награждава неговия опекун Чобан с титлата главнокомандващ на монголските ханства, но Чобан умира в края на 1327 г.
Гражданска война избухва в Юенската династия през 1328 – 1329 г. След смъртта на Йесун Темур през 1328 г., Туг Темур става новият водач на Ханбалък, докато синът на Йесун Темур, Раджапика, наследява трона в Шанду, което води до гражданска война между двете столици. Туг Темур побеждава Паджапика, но чагатайският хан Илчигидай поддържа Хошила, по-големия брат на Туг Темур, като велик хан. Той напада с голяма сила и Туг Темур абдикира. Хошила е избран за хан на 30 август 1329 г. След това е отровен от кипчатски командир по нареждане на Туг Темур, който си възвръща властта.
Туг Темур познава китайския език и история и е поет, калиграф и художник. За да се приеме от другите ханства като суверен на монголския свят, той изпраща чингиски принцове в Чагатайското ханство и Илханата. В отговор на пратениците, те всички се съгласяват да изплащат данък всяка година. Освен това Туг Темур дава пищни подаръци и имперски печат на Илчигидай, за да смекчи гнева му.

### Остатъчни държави
Със смъртта на илхан Абу Саид Бахадур през 1335 г., монголската власт се поклаща и Персия изпада в политическа анархия. Година по-късно наследникът му е убит от ойратски управник и Илханатът е разделен между джалаирите, хасарите, Тога Темур и други персийски военачалници. Възползвайки се от хаоса, грузинците изтлаксват монголците извън територията си, а уйгурският командир Еретна установява независима държава в Анадола през 1336 г. След падането на монголските им господари, лоялният васал, арменското кралство Киликия получава все по-големи заплахи от Мамелюците и накрая е опустошено.
С разпадането на Илханата в Персия, монголските владетели в Китай и Чагатайското ханство също изпадат в смут. Опустошителната епидемия, позната като Черната смърт, започва в монголските владения и се разпространява в Европа, което допълнително внася объркване. Епидемията разорява всички ханства, прекъсвайки търговски връзки и убивайки милиони хора. Възможно е болестта да е убила около 50 милиона души само в Европа през 14 век.
Докато властта на монголците намалява, настъпва хаос в империята, докато немонголските владетели увеличават влиянието си. Златната орда губи всичките си западни владения (включително днешните Беларус и Украйна) в полза на Полша и Литва между 1342 и 1369 г. Мюсюлманските и немюсюлманските принцове на Чагатайското ханство водят войни помежду си от 1331 до 1343 г. и ханството се разпада, когато нечингиски военачалници поставят свои марионетни ханове в Трансоксиана и Могулистан. Джанибек хан за кратко затвърдява господството на джучидите над чагатайците. Искайки разклонения на Илханата в Азербайджан да се предаде, той се хвали, че „днес три държави за под моя контрол“.
Обаче, съперническите фамилии на джучидите започват борба за престола на Златната орда след убийството на хана Бардибек през 1359 г. Последният юенски владетел Тогон Темур е безсилен да регулира тези бедствия, което е знак, че империята е достигнала края си. Валутата на царския двор навлиза в хиперинфлация и въстанието на Червените тюрбани на ханските китайци се поражда от тежките закони. През 1350-те години Конмин Корейски успешно изтласква монголските гарнизони и избива семейството на императрицата на Тоган Темур, докато Джанчуб Гялцен успешно изтласква монголските гарнизони и влияние от Тибет.
Все по-изолирани от подчинените си територии, монголците бързо губят по-голямата част от Кирай след въстанията на силите на Мин и през 1368 г. се оттегляъ във вътрешността на Монголия. След падането на династията Юен Златната орда губи връзка с Монголия и Китай, докато двете главни части от Чагатайското ханство са победени от Тимур, който основава империя на Тимуридите. Обаче, остатъците от Чагатайското ханство оцеляват, като последната държава на чагатайците е Яркентското ханство, което е победено от ойратското Джунгарско ханство през 1680 г. Златната орда се разпада на по-малки тюркски орди, които постепенно замират през следващите векове. Сред тях, сянката на бившето ханство, Великата орда оцелява до 1502 г., когато Кримското ханство плячкосва Сарай Бату. Кримското ханство оцелява до 1783 г., докато Бухарското ханство и Казахското ханство оцеляват дори по-дълго.

## Държавно устройство

### Армия
Военната организация на Монголската империя е проста, но ефективна. Тя се базира на по-стара десетична система, известна при иранските народи още от времето на Ахеменидите. Армията се състои от арбани по 10 души, като всеки 10 арбана образуват зуут от 100 души, 10 зуута – мянгхан от 1000 души, а 10 мянгхана – туман от 10 000 души. Синовете на хана и други доверени членове на семейството и клана заемат ръководни постове и налагат сурово обучение и дисциплина. Сред самите монголци всички мъже на възраст от 15 до 60 години, успели да преминат процеса на обучение, могат да бъдат мобилизирани, което се смята за чест в рамките на местните традиции.
Дисциплината на монголските войници ги отличава силно на фона на тогавашната военна практика. Основните цели при обучението, организацията и екипировката на войските са мобилността и бързината. По тази причина монголските войници са с много по-леки защитни брони от повечето си противници. В допълнение към това военните части могат да действат и независимо от обоза, снабдявайки се с местни ресурси и придвижвайки се значително по-бързо. Умелото използване на куриери дава възможност за поддържане на връзки през далечно разстояние между отделните части и между тях и командването.
Друго преимущество на монголците е способността им да преодоляват големи разстояния, дори по време на много тежки зими. Така те използват замръзналите реки като шосета, отвеждащи ги в големите градове по бреговете си. Колоните от конници могат да се разделят на по-малки групи и да се възползват от слабите места на противника или да се пресичат и да обграждат силните му точки. Тази смела и бърза нападателна тактика е първи пример за „светкавична война“, която господства в продължение на векове във военното изкуство.
Големите военни походи на монголците са предшествани от внимателно планиране, разузнаване и събиране на чувствителна информация за противниковите територии и сили. Доброто планиране, организация и мобилност позволяват монголските армии да действат успешно на няколко фронта едновременно.
По време на битка монголските войски използват добре координирано съчетание на различни видове войски. Макар че са известни със своите конни стрелци, въоръжени с лъкове и стрели и защитени само с кожени шлемове, повече от половината монголска армия се състои от тежка конница, въоръжена с копия и мечове и защитена от кожени шлемове и нагръдници. Използват се и инженерни части – обсадни машини и ракети развалят вражеския строй, а за объркване на противника се използват димни завеси. Цялата монголска армия е конна и се придружава от резервни коне, които носят достатъчно припаси и техника, необходима за продължителни кампании.
За разлика от други мобилни армии, като тези на хунну и хуните, монголците усвояват обсадното изкуство. Те внимателно подбират занаятчии и талантливи офицери от завладените градове и с помощта на опитен китайски инженерен корпус изграждат требушети, катапулти и други машини, с които обсаждат успешно вражеските укрепления. Във военните си операции монголците използват също понтонни мостове и цели флотилии от речни лодки.
В тактиката на Чингис хан и като психологическо средство, и като характерна черта на тогавашната война, играе терорът. Той рядко взема пленници и често избива наред войници и мирни жители в завладените градове. Славата му става толкова страховита, че противниците му често избират бягството пред това да се изправят срещу неговите „варварски орди“.

### Право и администрация
Монголската империя е уредена от правен кодекс, създаден от Чингис хан, наречен Яса. Особеното на закона е, че всички хора са равни пред закона, независимо от ранга. Той също налага тежки наказания, например смъртно наказание, ако яздещ войник не вдигне нещата, паднали от човека пред него. Наказания са наложени за изнасилвания и до някаква степен за убийство. Като цяло строгата дисциплина на Монголската империя я прави изключително сигурна и добре управлявана; европейските пътешественици са изумени от организацията и изключителната дисциплина на хората в рамките на Монголската империя.
Под Яса вождовете и военачалниците са избирани въз основа на заслуги. Религиозната толерантност е гарантирана, а кражбите и вандалствата на собствеността на мирното население е строго забранено.
Империята се управлява от недемократичен централно събрание (от типа на парламент), наречено Курултай, в което се срещат монголските вождове с Великия хан за да обсъждат вътрешната и външната политика. Курулатай също се свиква за избирането на нов Велик хан.
Чингис е много толерантен към другите религии и никога не преследва хора на религиозна основа. Това и свързано с тяхната култура и прогресивна мисъл. Някои историци от 20 век смятат, че това е добра военна тактика: в случая когато той е във война със султан Мохамед от Хорезъм, другите мюсюлмански лидери не се включват във войната, защото я смятат за нерелигиозен конфликт между двама души.
Из цялата империя са създадени търговски пътища и обширна пощенска система. Много търговци, пратеници и пътници от Китай, Близкия изток и Европа я използват. Чингиз хан създава национален печат, насърчава използването на писмена азбука в Монголия и освобождава от такси учителите, адвокатите и художниците, въпреки че таксите са тежки за останалите поданици.
В същото време всяка съпротива срещу монголското управление се посреща с голямо колективно наказание. Градове са разрушавани, а техните обитатели изклани ако дръзнат да се съпротивят на монголските заповеди.

### Религия
Монголците са толерантни към повечето религии и обикновено подкрепят по няколко едновременно. По времето на Чингис хан всяка религия намира нови вярващи, от будизъма до християнството и от манихейството до ислямът. За да избегне съперничеството, Чингис хан създава институция, която гарантира пълна религиозна свобода, въпреки че самият той изповядва религията шаманизъм. Под неговата администрация, всички религиозни лидери са освободи от такси и обществена служба. Монголските императори организират състезания по религиозен дебат между свещениците пред голяма публика.
Първоначално има малко официални места за поклонение поради номадския начин на живот. Въпреки това по времето на Угедей няколко проекта за сгради са започнати в Каракорум. Освен палатите, Угедей построява къщи за поклонение за будистите, мюсюлманите, християните и даоистите. Основните религии по това време са шаманизма, тенгризма и будизма, въпреки че жената на Угедей е християнка. По-късно три от четирите основни ханства приемат исляма пред другите религии.

### Пощенска система
Монголската империя има гениална и ефективна пощенска система за времето си, често наричана от историците „Ям“, която представлява система от богато обзаведени и добре охранявани пунктове из цялата Монголска империя. Пощальоните, които често пътуват по 40 км от една станция до друга, или получават отпочинал кон, или предават пощата на друг ездач, с цел да се гарантира възможно най-бързата доставка. Монголските ездачи редово преминават по 200 км на ден.
Чингиз и неговият наследник Угедей построяват голяма пътна система. След коронясването си Угедей организира пътната система като кара Чагатайското ханство и Златната Орда да свържат пътищата в западните части на империята. За да намали натиска на домакинствата, той създава пунктове с къщи на всеки 40 км. Хората със специални документи (паиза) могат да спират там, за да сменят коня си и за получат дажби. Тези които имат военни документи могат да използват ям и без паиза. Когато Великият хан умира в Каракорум, новината достига до монголските войски в Централна Европа за 4 – 6 седмици благодарение на Ям.
Кубилай хан, създателят на династията Юен, създава специални пунктове за висшите служители, както и обикновени такива, които имат общежития. По време на управлението му комуникационната система на Юен се състои от около 1400 пощенски станции, които използват 50 000 коне, 8400 волове, 6700 мулета, 4000 каруци и 6000 лодки. В Манджурия и Южен Сибир монголците все още използват кучешки впряг за пощенската система. В Илханат Газан възстановява западналата пощенска система в Близкия изток в ограничен мащаб. Построява няколко хотела и постановява, че само имперските пратеници могат да получават заплата.